# Crémieu
Crémieu és un municipi francès situat al departament de la Isèra i a la regió d'Alvèrnia-Roine-Alps. L'any 2007 tenia 3.320 habitants.

## Demografia

### Població
El 2007 la població de fet de Crémieu era de 3.320 persones. Hi havia 1.381 famílies de les quals 475 eren unipersonals (217 homes vivint sols i 258 dones vivint soles), 356 parelles sense fills, 438 parelles amb fills i 112 famílies monoparentals amb fills.
La població ha evolucionat segons el següent gràfic:
Habitants censats

### Habitatges
El 2007 hi havia 1.539 habitatges, 1.398 eren l'habitatge principal de la família, 58 eren segones residències i 83 estaven desocupats. 734 eren cases i 802 eren apartaments. Dels 1.398 habitatges principals, 659 estaven ocupats pels seus propietaris, 695 estaven llogats i ocupats pels llogaters i 44 estaven cedits a títol gratuït; 60 tenien una cambra, 252 en tenien dues, 316 en tenien tres, 337 en tenien quatre i 433 en tenien cinc o més. 719 habitatges disposaven pel capbaix d'una plaça de pàrquing. A 707 habitatges hi havia un automòbil i a 506 n'hi havia dos o més.

### Piràmide de població
La piràmide de població per edats i sexe el 2009 era:
| Homes | Edats   | Dones |
| ----- | ------- | ----- |
| 4     | 95 o +  | 12    |
| 0     | 90 a 94 | 40    |
| 4     | 85 a 89 | 24    |
| 12    | 80 a 84 | 16    |
| 48    | 75 a 79 | 68    |
| 48    | 70 a 74 | 68    |
| 28    | 65 a 69 | 60    |
| 56    | 60 a 64 | 44    |
| 52    | 55 a 59 | 52    |
| 92    | 50 a 54 | 76    |
| 84    | 45 a 49 | 100   |
| 108   | 40 a 44 | 92    |
| 160   | 35 a 39 | 156   |
| 176   | 30 a 34 | 152   |
| 124   | 25 a 29 | 148   |
| 92    | 20 a 24 | 72    |
| 128   | 15 a 19 | 88    |
| 136   | 10 a 14 | 112   |
| 112   | 5 a 9   | 128   |
| 100   | 0 a 4   | 104   |

## Economia
El 2007 la població en edat de treballar era de 2.171 persones, 1.653 eren actives i 518 eren inactives. De les 1.653 persones actives 1.492 estaven ocupades (824 homes i 668 dones) i 162 estaven aturades (69 homes i 93 dones). De les 518 persones inactives 134 estaven jubilades, 187 estaven estudiant i 197 estaven classificades com a «altres inactius».

### Ingressos
El 2009 a Crémieu hi havia 1.394 unitats fiscals que integraven 3.193,5 persones, la mediana anual d'ingressos fiscals per persona era de 18.585 €.

### Activitats econòmiques
Dels 277 establiments que hi havia el 2007, 2 eren d'empreses extractives, 9 d'empreses alimentàries, 2 d'empreses de fabricació de material elèctric, 1 d'una empresa de fabricació d'elements pel transport, 19 d'empreses de fabricació d'altres productes industrials, 17 d'empreses de construcció, 72 d'empreses de comerç i reparació d'automòbils, 10 d'empreses de transport, 25 d'empreses d'hostatgeria i restauració, 6 d'empreses d'informació i comunicació, 13 d'empreses financeres, 17 d'empreses immobiliàries, 30 d'empreses de serveis, 36 d'entitats de l'administració pública i 18 d'empreses classificades com a «altres activitats de serveis».
Dels 75 establiments de servei als particulars que hi havia el 2009, 1 era una oficina d'administració d'Hisenda pública, 1 gendarmeria, 1 oficina de correu, 5 oficines bancàries, 1 funerària, 8 tallers de reparació d'automòbils i de material agrícola, 2 autoescoles, 2 paletes, 2 guixaires pintors, 4 fusteries, 4 lampisteries, 3 electricistes, 2 empreses de construcció, 7 perruqueries, 1 veterinari, 1 agència de treball temporal, 19 restaurants, 7 agències immobiliàries, 2 tintoreries i 2 salons de bellesa.
Dels 29 establiments comercials que hi havia el 2009, 1 era un supermercat, 1 una botiga de més de 120 m², 1 una botiga de menys de 120 m², 5 fleques, 2 carnisseries, 3 llibreries, 5 botigues de roba, 2 botigues d'equipament de la llar, 1 una sabateria, 2 drogueries, 1 una perfumeria, 1 una joieria i 4 floristeries.
L'any 2000 a Crémieu hi havia 3 explotacions agrícoles.

## Equipaments sanitaris i escolars
El 2009 hi havia 2 farmàcies i 1 ambulància.
El 2009 hi havia 1 escola maternal i 2 escoles elementals. Crémieu disposava d'un col·legi d'educació secundària amb 811 alumnes.

## Poblacions més properes
El següent diagrama mostra les poblacions més properes.